# Зал Визволення
48°55′06″ пн. ш. 11°51′38″ сх. д. / 48.918333333333° пн. ш. 11.860555555556° сх. д.
Зал Визволення (нім. Befreiungshalle) — монумент поблизу міста Кельгайм у Баварії, зведений на вшанування пам'яті про визвольну антинаполеонівську війну 1813—1814.
Монумент споруджений у 1842—1863 з ініціативи короля Баварії Людвіга I за проектом архітекторів Фрідріха фон Гертнера і Лео фон Кленце.
Зал Визволення стоїть на горі Міхельсберг на березі Дунаю, де у нього впадає ріка Альтмюль. На цьому місці колись було поселення кельтів.
Споруда виконана у формі циліндричного безстовпного залу заввишки близько 60 м. Всередині розміщені 18 жіночих мармурових фігур, які символізують германські племена, а також 18 мармурових дощок з іменами німецьких воєначальників часів Визвольної війни. Згадані назви 36 населених пунктів, у яких відбувалися бойові дії.
На мармуровій підлозі залу монумента написано: Нехай німці ніколи не забувають, що зробило необхідним боротьбу за свободу і якою ціною вони перемогли.